# 고중세 핀란드의 전쟁
핀란드 땅은 스웨덴과 러시아의 식민지배를 받았고, 그 원주민들인 핀인은 근세 이전까지 부족사회의 단계를 벗어나지 못했기에 중세 이전에 핀란드 땅에서 벌어진, 또는 핀인들이 관련된 전쟁에 관한 기록들은 하나로 정리되지 않고 여기저기 흩어져 있다. 그래서 아이슬란드 사가나 독일, 노르웨이, 덴마크, 러시아, 스웨덴의 연대기들, 목피 필사본 같은 것들을 살펴 기록을 수집해야 한다. 그 중 노브고로드 제1연대기, 원초연대기, 에리크 연대기가 주요 사료로 이용된다.
핀란드 지역에서는 석기시대부터 거주지의 요새화가 이루어졌다. 북포흐얀마의 이강 연안의 윌리리 지역에는 말뚝 위에 지어 말뚝울타리로 둘러친 석기시대의 요새가 발견된다. 또한 핀란드 서북해안에서는 거인교회라는 신석기시대(기원전 3500년-기원전 2000년)의 구조물들이 40여 기 발견되는데, 이것들도 요새의 역할을 했을 가능성이 있다. 청동기시대의 언덕위 요새들도 핀란드에서 발견된다. 라이틸라의 하우트산이나 리에토의 반하성이 그 예다. 고고학적 증거들을 살펴볼 때, 서유럽이 메로베우스조 시절이었을 때부터 핀란드에는 전쟁과 계급적 군사제도가 존재했던 것으로 보인다. 철기시대 이후로는 언덕위 요새들이 더욱 많아진다. 중세 사료들을 보면 핀인 계열 부족민들은 서로 다투거나 또는 발트해 연안을 오가는 다른 집단들과 싸우곤 했다.
핀란드에서 벌어진 군사분쟁에 관한 가장 오래된 사료는 11세기 초에 만들어진 Gs 13, U 582 룬돌들이다. 이 룬돌들은 핀란드에서 살해된 바이킹을 기리는 내용을 담고 있다. 13세기 초에 만들어진 G 319 룬돌에서도 핀란드에서 죽은 바이킹이 언급된다.

## 목록
| 연도               | 분쟁                                          | 요약 |
| 11세기 이전        | 11세기 이전                                   | 11세기 이전 |
| ------------------ | --------------------------------------------- | --- |
| 4세기              | 스비아인의 왕 아그네가 핀란드를 원정          | 핀인들의 지도자 이름은 프로스테(Froste)라고 기록되어 있다. 출전은 『윙글링 일족의 사가』. |
| 7세기              | 핀인들이 노르드인들에게 용병으로 고용됨       | 핀인 전사들이 덴마크의 데인인들과 우플란드의 스비아인들에게 용병으로 고용되었다. |
| 9세기              | 크벤인들이 스웨덴을 노략질                    | 출전은 「노르나게스트의 사트르」. 오타르 프라 할로갈란드는 핀인들과 노르웨이인들 사이에 산병전이 벌어졌다고 말한다.                                                                              |
| 9세기              | 에이리크 아눈드손의 동정                      | 에이리크 왕은 핀란드(오늘날의 핀란드 남서부 본토핀란드를 말함), 키랼랄란드, 쿠를란트, 에스토니아 등 동쪽 나라들을 정복했다고 한다. 출전은 『헤임스크링글라』.                                    |
| 818년경            | 라그나르 로드브로크와 뱌르말란드의 분쟁       | 뱌름인들이 데인인의 왕 라그나르에게 항거했는데, 이때 핀인들의 왕 마툴이라는 자가 뱌름인들을 도왔다. 출전은 『데인인의 사적』. 그 연대를 818년으로 비정한 것은 『수오미 연대기』.                 |
| 11세기             |                                               | |
| 11세기             | 바이킹이 핀란드를 노략질                      | 프뢰위게이르라는 추장이 이끄는 바이킹들이 해메 일대를 노략질했고 에길(Egil)이라는 이가 거기 참여했다. 출전은 룬돌 Gs 13.                                                                         |
| 1008년             | 헤르달레르 전투                               | 노르웨이 국왕 올라프 2세 하랄드손이 우시마 지역의 어딘가에서 핀인들에게 참패를 당했다. |
| 1030년경-1050년경  | 바이킹들이 핀란드를 노략질                    | 오트뤼그(Ótrygg)라는 바이킹이 핀란드에서 노략질을 하다 죽었다. 출전은 룬돌 U 582. 노략질 시기를 이 때로 비정한 것은 운토 살로다.                                                                 |
| 1042년             | 노브고로드의 핀인 정벌전                      | 노브고로드 공작 블라디미르 야로슬라비치가 핀인들을 정벌하는 원정을 벌였다. |
| 1060년경-1080년경  | 리투아니아인의 카리알라인 정벌전              | 출전: 목피 필사본 590번. |
| 12세기             |                                               | |
| 1123년             | 노브고로드의 핀인 정벌전                      | 노브고로드 공작 브세볼로드 므스티슬라비치가 봄 단식철에 핀인들을 공격했다. |
| 1142년             | 핀인의 노브고로드 원정                        | 핀인들이 노브고로드와 라도가를 공격하는 원정을 일으켰으나 패했다. |
| 1143년             | 카리알라인의 해메인 정벌전                    | 카리알라인들이 바다를 통해 해메인을 공격했으나 배 두 척만 잃고 패했다. |
| 1149년             | 핀인의 바탸인 정벌전                          | 핀인 수천 명이 바탸인을 공격. 노브고로드가 500명을 파병해내 바탸인을 지원. |
| 1149년             | 노브고로드-수즈달 분쟁                        | 카리알라인들이 노브고로드, 프스코프와 연합해 수즈달을 공격했다. |
| 1155년경           | 제1차 스웨덴 십자군                           | 스웨덴 국왕 에리크 9세와 잉글랜드 출신 주교 헨리쿠스가 남서핀인들을 개종시키기 위한 십자군을 일으켰다.                                                                                           |
| 1171년 또는 1172년 | 그라비스 아드모둠                             | 9월 9일, 교황 알렉산데르 3세가 서한 「그라비스 아드모둠」에서 남서핀인들의 요새화 거주지들을 공략할 것을 호소. 교황은 이 거주지들을 방치한다면 주민들이 언제든지 이교도로 재전향할 것을 우려함.  |
| 1186년             | 노브고로드의 핀인 정벌전                      | 노브고로드의 비샤타 바실례비치가 핀인들을 공격했다. |
| 1187년             | 시그투나 약탈                                 | 카리알라인(또는 에스토니아인 또는 쿠르인)들이 7월 12일 시그투나를 약탈했다. 웁살라 주교와 야를이 살해되었다.                                                                                     |
| 1191년             | 노브고로드의 핀인 정벌전                      | 노브고로드 공화국이 해군을 동원해 해메인을 공격했고, 카리알라인들이 노브고로드의 편에 섰다. |
| 1191년             | 덴마크 십자군                                 | 덴마크의 데인인들이 핀란드에 십자군을 일으켰다. |
| 13세기             |                                               | |
| 1202년             | 덴마크 십자군                                 | 룬드 대주교 안데르스 수네센과 그 형제가 이끄는 데인인 십자군. |
| 1221년             | 핀란드 주교가 노브고로드에 통상금지 조치 시도 | 교황 호노리오 3세가 1월 13일 핀란드 주교(아마 투오마스였을 것)에게 노브고로드에 대한 통상금지를 권고했다. 다만 이것은 고틀란드와 한자동맹에게는 불쾌한 일이었다.                                 |
| 1223년             | 카리알라인들의 노르웨이 원정                  | 카리알라인들이 노브고로드와 함께 스칸디나비아 북부의 노르웨이인 정착지를 원정했다. |
| 1226년             | 카리알라인들의 노르웨이 원정                  | 카리알라인들이 또 노브고로드와 함께 스칸디나비아 북부의 노르웨이인 정착지를 원정했다. |
| 1227년             | 노브고로드의 핀인 정벌전                      | 노브고로드 공작 야로슬라프 2세가 핀인들에 대한 원정을 일으켰다. |
| 1228년             | 핀인들의 노브고로드 정벌전                    | 2천 명 이상의 병력으로 핀인들이 라도가 방면을 원정했다. |
| 1229년             | 남서핀인들이 기독교를 거부하여 저항하다       | 교황 그레고리오 9세는 2월 16일자 서한에서 고틀란드가 남서핀인들에게 무기와 군마, 배, 보급품을 제공하고 있으며, 그리함으로써 남서핀인들이 기독교를 몰아내려고 저항하는 것을 돕고 있다고 규탄했다. |
| 1237년             | 해메 분란                                     | 교황 그레고리오 9세는 12월 9일자 서한에서 기독교에서 핀란드 전통종교로 재전향한 해메인들을 징벌해야 한다고 선동했다.                                                                             |
| 1240년             | 네바강 전투                                   | 스웨덴인, 노르웨이인, 남서핀인, 해메인들이 노브고로드에 대한 원정을 일으켰다. |
| 1241년             | 노브고로드-독일십자군 분쟁                    | 코포리예성에서 독일인들을 몰아내기 위해 알렉산드르 넵스키가 거병하자 카리알라인들과 잉그리아인들, 그리고 스타라야라도가인들이 넵스키에게 가담했다.                                               |
| 1249년-1250년      | 제2차 스웨덴 십자군                           | 스웨덴이 해메인들을 개종시키기 위한 십자군을 일으켰다. |
| 1253년             | 카리알라인들이 독일인을 노략질하다            | 카리알라인들이 나르바 일대의 독일인들을 공격해 노략질했다. |
| 1256년             | 알렉산드르 넵스키의 핀란드 정벌전             | 스웨덴과 남서핀인, 해메인들의 나르바 원정이 실패로 끝난 뒤 넵스키가 그에 대한 보복전으로 핀란드를 공격했다.                                                                                      |
| 1257년             | 카리알라인들의 스웨덴 원정                    | 카리알라인들이 스웨덴을 쑥대밭으로 만들고 스웨덴 왕 발데마르가 교황 알렉산데르 4세에게 카리알라인에 대한 십자군을 요청하기에 이른다.                                                             |
| 1271년             | 카리알라인들과 크벤인들의 노르웨이 원정       | 카리알라인들과 크벤인들이 노르웨이 최북단 홀로갈란드를 공격했다. |
| 1278년             | 노브고로드의 카리알라 정벌전                  | 노브고로드 공작 드미트리 알렉산드로비치가 카리알라인들을 정복하기로 마음먹었다. |
| 1283년             | 스웨덴-노브고로드 전쟁                        | 스웨덴인들과 핀인들이 함께 네바강과 라도가호 일대를 공격했다. |
| 1284년             | 독일인들의 카리알라 원정                      | 독일 군벌 트룬다가 네바강을 거슬러 가 카리알라를 공격했다. 카리알라인들에게서 세금을 뜯는 것이 목적이었다. 트룬다군은 9월 9일 네바강 어귀에서 노브고로드군에게 패퇴했다.                         |
| 1292년             | 노브고로드의 핀란드 원정                      | 노브고로드 공화국이 핀란드를 공격했다. |
| 1293년             | 제3차 스웨덴 십자군                           | 스웨덴이 카리알라인을 개종시키기 위한 십자군을 일으켰다. |
| 14세기             |                                               | |
| 1318년             | 노브고로드의 핀란드 원정                      | 노브고로드 공화국이 남서핀란드를 공격하고 투르쿠를 불태웠다. |
| 1323년             | 뇌테보리 조약                                 | 8월 12일 뇌테보리 조약 조인. 이로써 카리알라는 스웨덴령의 서카리알라와 노브고로드령의 동카리알라로 나뉘었다.                                                                                     |
| 1337년             | 캐키살미의 난                                 | 노브고로드 공화국이 리투아니아 대공자 나리만타스에게 동카리알라의 통치를 위임했는데, 나리만타스의 세금이 과중하여 캐키살미에서 카리알라인들이 들고 일어났다.                                     |